# 新潮 (日本雜誌)
《新潮》月刊，創刊於1904年5月，由日本新潮社出版發行，為日本文學界歷史最悠久的一份雜誌。日本文壇上有名氣的純文學作家幾乎全在《新潮》上發表過作品，如夏目漱石、森鷗外、芥川龍之介、川端康成、太宰治、吉田健一、三島由紀夫、石原慎太郎、大江健三郎等。

## 外部連結
- （日語） 新潮｜新潮社 （页面存档备份，存于）